# Redouane Bouchtouk
Redouane Bouchtouk (* 19. Dezember 1976) ist ein marokkanischer Boxer im Halbfliegengewicht (bis 48 kg).
Bouchtouk nahm an den Olympischen Spielen 2004 in Athen teil und verlor im ersten Kampf gegen den Kolumbianer Carlos José Tamara. Beim ersten afrikanischen Qualifikationsturnier für die Olympischen Spiele 2008, das in Algier stattfand, verlor er bereits im ersten Kampf gegen den Namibier Jafet Uutoni. Beim zweiten Olympia-Qualifikationsturnier in Windhoek verlor er erst im Finale gegen den Kameruner Thomas Essomba und konnte sich damit einen Startplatz bei den Olympischen Spielen 2008 sichern. Dort schied er in der ersten Runde gegen den Brasilianer Paulo Carvalho aus.